# Lista de bens tombados em Coronel Fabriciano

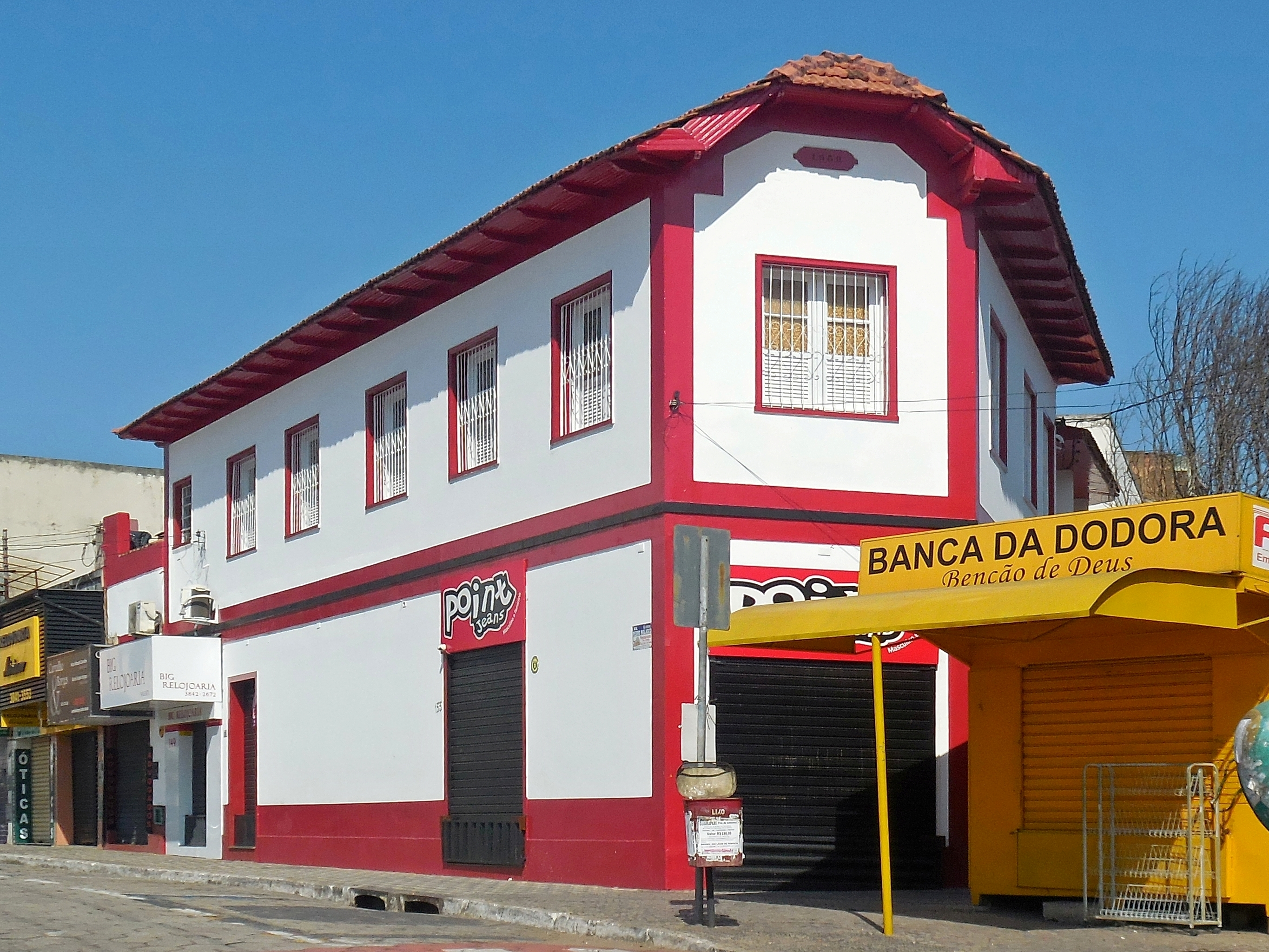
Aspecto do Sobrado dos Pereira, que foi a primeira edificação em alvenaria da cidade e é um exemplar de bem tombado.

Essa é a lista de bens tombados em Coronel Fabriciano, que reúne os bens materiais e imateriais que são tombados como patrimônio cultural no município brasileiro supracitado, localizado no interior do estado de Minas Gerais. O tombamento é o ato de reconhecimento do valor cultural de um bem, que o transforma em patrimônio oficial e institui regime jurídico especial de propriedade, levando em conta sua função social, sendo de responsabilidade por um órgão subordinado ao governo municipal. A lista aborda os bens tombados conforme informações divulgadas pela Prefeitura de Coronel Fabriciano e pelo Conselho Municipal do Patrimônio
Cultural (COMPAC).
Coronel Fabriciano se emancipou de Antônio Dias em 27 de dezembro de 1948. Os primeiros tombamentos no município foram realizados mediante a lei 2.097, de 26 de dezembro de 1988, de Proteção ao Patrimônio Cultural. As leis que aprovaram as primeiras proteções de bens no município, datadas de 31 de março de 1997 e 28 de abril de 1999, previam apenas o resguardo de bens culturais materiais. Em 4 de novembro de 2013, após a promulgação de nova lei de proteção ao patrimônio, passaram a ser levados em consideração itens categorizados como imateriais. O Grupo Escoteiro Tapajós, tombado em dezembro de 2013, foi o primeiro bem a ser registrado nesta categoria.

## Bens materiais

### Imóveis
| Bem tombado                                 | Inauguração           | Bairro                   | Breve descrição | Tombamento                                                          | Imagem                                            |
| ------------------------------------------- | --------------------- | ------------------------ | --- | ------------------------------------------------------------------- | ------------------------------------------------- |
| Capela e Clausura Nossa Senhora Auxiliadora | 1942                  | Centro                   | Anexas ao Hospital Doutor José Maria Morais (antigo Hospital Siderúrgica). A clausura está nos fundos da capela, servindo de residência para as Irmãs de Nossa Senhora da Piedade, congregação de freiras que administrou o hospital entre 1938 e 1960. A capela, por sua vez, teve funções diversas, como missas, celebrações e velório. A escolha de Nossa Senhora Auxiliadora como padroeira foi definida por Dom Helvécio Gomes de Oliveira, arcebispo de Mariana. | 31 de março de 1997                                                 | Capela Nossa Senhora Auxiliadora                  |
| Capela Nossa Senhora da Vitória             | década de 1950        | Santa Vitória dos Cocais | Erguida por iniciativa dos moradores da comunidade rural, com materiais doados e/ou extraídos da vizinhança. | 28 de abril de 1999                                                 | Capela Nossa Senhora da Vitória                   |
| Capela São José                             | 1955                  | São José dos Cocais      | Erguida por iniciativa dos moradores da comunidade rural, com materiais doados e/ou extraídos da vizinhança. | 28 de abril de 1999                                                 | Capela São José                                   |
| Casa do Sr. Gilson Lana                     | século XX             | Centro                   | Está situada na Rua Doutor Querubino, Centro de Coronel Fabriciano, e possui importância histórica para a cidade. | 31 de março de 1997                                                 | Vista externa da Casa do Sr. Gilson Lana          |
| Colégio Angélica                            | 5 de setembro de 1950 | Centro                   | A edificação imponente marca a instalação da primeira escola particular do Vale do Aço, fundada pelo então arcebispo de Mariana, Dom Helvécio Gomes de Oliveira. Os elementos da fachada se repetem de forma simétrica e as janelas cobrem quase todos os planos e possuem estrutura em madeira. | 31 de março de 1997 (fachada) 28 de janeiro de 2016 (todo o prédio) | Fachada do Colégio Angélica                       |
| Escola Estadual Professor Pedro Calmon      | 8 de maio de 1952     | Centro                   | Primeiro prédio escolar construído em Coronel Fabriciano. Seu nome foi definido pelo então governador de Minas Gerais Juscelino Kubitschek. | 28 de abril de 1999                                                 | Fachada da Escola Estadual Professor Pedro Calmon |
| Fazendinha                                  | 1972                  | Universitário            | Situada no campus do Unileste, funcionando como casa de hóspedes da universidade. Foi planejada pelo padre José Maria de Man como réplica da fazenda que existia no local anteriormente à construção do centro universitário. | 31 de março de 1997                                                 | Fazendinha                                        |
| Igreja Matriz de São Sebastião              | 1949                  | Centro                   | Representa a instalação da primeira instituição religiosa constituída no Vale do Aço, administrada pelos padres da Congregação do Santíssimo Redentor. Sua construção foi iniciada em 1946 e teve o objetivo de substituir a primeira igreja da atual região central da cidade, que foi inaugurada em 1929 e se encontrava em ruínas. | 31 de março de 1997                                                 | Vista da Igreja Matriz de São Sebastião           |
| Museu Padre José Maria de Man               | década de 1970        | Universitário            | A edificação em formato de círculo foi construída no campus do Unileste na década de 1970, idealizada por Dom Lélis Lara, porém veio a receber a função de museu somente em 1993. Seu acervo é constituído de documentos, fotografias e objetos que contam a história da instituição e de Dom Lara. | 31 de março de 1997                                                 | Museu Padre de Man                                |
| Salão Paroquial Dom Lélis Lara              | 1959                  | Centro                   | Abriga atividades pastorais e sociais da Paróquia São Sebastião, bem como eventos diversos da sociedade. Já foi palco de acontecimentos como formaturas, posses de vereadores e prefeitos e apresentações culturais. Era chamado de Salão Paroquial São José, porém foi renomeado em homenagem a Dom Lélis Lara, após o falecimento do religioso em 2016. | 31 de março de 1997                                                 | Salão Paroquial Dom Lélis Lara                    |
| Sobrado dos Pereira                         | 1928                  | Centro                   | Primeira construção de alvenaria do município de Coronel Fabriciano, além da Estação do Calado (1924), sendo onde funcionou o primeiro estabelecimento comercial. | 31 de março de 1997                                                 | Sobrado dos Pereira                               |
| Teatro João Paulo II                        | 1978                  | Universitário            | Situado no andar térreo do Colégio Padre de Man, no campus do Unileste, tendo capacidade para 350 lugares. Trata-se de um dos principais teatros do leste de Minas Gerais, tendo já recebido nomes como Augusto Boal, Fernanda Montenegro e Marcos Frota. | 31 de março de 1997                                                 | Entrada principal do Teatro João Paulo II         |

### Integrados
| Bem tombado                    | Inauguração            | Bairro                   | Breve descrição | Tombamento           | Imagem                                              |
| ------------------------------ | ---------------------- | ------------------------ | --- | -------------------- | --------------------------------------------------- |
| Monumento aos Direitos Humanos | 10 de dezembro de 1999 | Centro                   | Está localizado na Praça Louis Ensch, em frente ao Edifício João Sotero Bragança, sede da prefeitura. Foi concebido pelo artista mineiro Leo Santana, doado pela então Acesita e fabricado pela Emalto como uma homenagem aos 50 anos da Declaração Universal dos Direitos Humanos, comemorados em 10 de dezembro de 1998. Contudo, sua instalação ocorreu somente um ano mais tarde, em função de um atraso nas obras da praça. Possui quatro metros de altura e composição de aço inoxidável. | 27 de agosto de 2019 | Monumento aos Direitos Humanos na Praça Louis Ensch |
| Monumento ao Tropeiro          | 25 de junho de 2017    | Santa Vitória dos Cocais | Monumento idealizado pelo jornalista e historiador Mário Carvalho Neto, que também elaborou o desenho, fabricado e doado em chapa de aço corten pela Emalto. Trata-se de uma referência aos tropeiros que atravessavam a zona rural de Coronel Fabriciano desde o século XIX. Foi produzido em 2016, mas inaugurado durante as festividades da Noite da Prosa do ano seguinte. | 10 de agosto de 2017 | Monumento ao Tropeiro em Santa Vitória dos Cocais   |
| Monumento Terra Mãe            | 1999                   | Centro                   | Imagem construída em pó de granito e inox pela escultora Vilma Nöel em 1999, em homenagem aos 50 anos da cidade, sendo instalada no Trevo Pastor Pimentel posteriormente. Retrata uma figura feminina com uma criança em seu braço esquerdo e um arco que se sobressai acima das cabeças. Simboliza os primórdios do atual Vale do Aço em Coronel Fabriciano, que é reputada como a "terra mãe" dessa região.                                                                                   | 27 de agosto de 2019 | Monumento "Terra Mãe"                               |

### Móveis
| Bem tombado                                                                 | Data de origem         | Breve descrição | Tombamento           |
| --------------------------------------------------------------------------- | ---------------------- | --- | -------------------- |
| Carta-patente: nomeação de Fabriciano Felisberto de Brito                   | 25 de agosto de 1888   | Carta-patente assinada pelo imperador Dom Pedro II nomeando Fabriciano Felisberto Carvalho de Brito como Tenente-coronel da Guarda Nacional.                                                                                               | 31 de março de 1997  |
| Imagem de Nossa Senhora de Fátima da Escola Estadual Professor Pedro Calmon | 13 de maio de 1954     | Imagem de Nossa Senhora de Fátima doada ao Grupo Escolar Professor Pedro Calmon pela Paróquia São Sebastião em 13 de maio de 1954. O ato ocorreu em cerimônia dirigida pelo então pároco padre José Brandão de Castro.                     | 10 de agosto de 2017 |
| Imagem de Nossa Senhora do Carmo (Hospital)                                 | junho de 1960          | Imagem de Nossa Senhora do Carmo doada ao Hospital Nossa Senhora do Carmo (posterior Hospital Unimed) pelas Irmãs Carmelitas, em homenagem à inauguração, oficializando o nome da instituição como "Casa de Saúde Nossa Senhora do Carmo". | 28 de abril de 1999  |
| Imagem de Nossa Senhora do Carmo (Morro do Carmo)                           | 16 de julho de 1965    | Presente das Irmãs Carmelitas, congregação de freiras que administrava o Colégio Angélica. Está instalada na Igreja Nossa Senhora do Carmo, no Morro do Carmo.                                                                             | 28 de abril de 1999  |
| Imagem de São Sebastião                                                     | 1929                   | Imagem de São Sebastião doada por Rotildino Avelino, entronizada no altar-mor da primeira igreja da cidade em 1929, logo após sua inauguração. O templo desabou em 1949, após uma forte chuva.                                             | 28 de abril de 1999  |
| Quadro "O último trem"                                                      | década de 1980         | Elaborado pela artista plástica Mirian Franco, retratando o fechamento da Estação do Calado e a partida do último trem, em 29 de janeiro de 1979, a partir de uma fotografia original.                                                     | 28 de abril de 1999  |
| Quadro "Vista da cidade"                                                    | século XX              | Quadro retratando uma vista parcial de Coronel Fabriciano em 1940, então distrito pertencente a Antônio Dias, de autoria de Mirian Franco a partir de uma fotografia de Diló, fotógrafo da cidade de Nova Era.                             | 28 de abril de 1999  |
| Quadro "O Batismo"                                                          | século XX              | Obra de autoria do artista italiano Carlos Oswald, adquirida pela Paróquia São Sebastião através do então vigário padre José Brandão de Castro.                                                                                            | 31 de março de 1997  |
| Via Sacra da Matriz                                                         | 10 de dezembro de 1954 | O conjunto, inaugurado pelo então vigário padre José Brandão de Castro, está exposto na Igreja Matriz de São Sebastião e é composto por 14 telas a óleo de autoria de Carlos Oswald, representando a Via Sacra.                            | 31 de março de 1997  |

## Bens imateriais
| Bem tombado                                           | Data de origem | Breve descrição | Tombamento             | Imagem |
| ----------------------------------------------------- | -------------- | --- | ---------------------- | --- |
| Arraiá do Bastião                                     | 2002           | Festa junina organizada pela Paróquia São Sebastião, nas proximidades da Catedral de São Sebastião, nos meses de junho ou julho. Seu objetivo inicial era recriar a parte social das antigas festas de São Sebastião, que eram realizadas em julho; em alternativa ao dia do padroeiro, 20 de janeiro, cujo mês é marcado pelas chuvas intensas, o que atrapalhava a realização do evento. | 7 de dezembro de 2015  | Arraiá do Bastião realizado no Colégio Angélica em 2016                                                            |
| Arte em Malacabado                                    | 1988           | Produção artesanal de artefatos de argila propositalmente sem finalização. A principal propulsora dessa técnica na cidade é a artista Ilza Helena da Silva (Lelena), que nasceu em Volta Redonda, no Rio de Janeiro, mas se mudou para Coronel Fabriciano em 1962. Ela começou a atuar com a argila em 1988, produzindo sobretudo esculturas e peças de utilidades e decorativas com barro extraído da Serra dos Cocais e do bairro Giovannini. Outros artesãos locais que contribuíram com o malacabado são Aluísio, Danyele Santana e Leo Santana. | 10 de agosto de 2017   | Pratos de argila em malacabado produzidos pela artista Ilza Helena da Silva                                        |
| Batuque                                               | década de 1940 | Apresentações de batuque, dança de origem africana, nos povoados da Serra dos Cocais. Foram trazidas ao município por tropeiros e outros forasteiros, tendo se popularizado em festas não religiosas. | 8 de novembro de 2017  | |
| Celebrações da Semana Santa da Paróquia São Sebastião | 1946           | Tradições da Semana Santa que incluem o teatro da Paixão de Cristo e procissões pelas ruas do Centro de Fabriciano em referência à morte e ressurreição de Jesus. | 7 de agosto de 2014    | Teatro da Paixão de Cristo na Praça da Estação                                                                     |
| Corporação Musical Nossa Senhora Auxiliadora          | 1943           | Foi fundada pela Belgo-Mineira, como alternativa de lazer a seus funcionários, sendo a primeira instituição musical do Vale do Aço. Atua em festas populares, cívicas e religiosas. | 7 de agosto de 2014    | Uma apresentação da Corporação Musical Nossa Senhora Auxiliadora                                                   |
| Festa de Corpus Christi da Paróquia São Sebastião     | 1946           | Tapetes de serragem colorida são confeccionados nas ruas dos bairros Santa Helena e Professores em comemoração ao Corpus Christi. As celebrações, que inicialmente ocorriam nas ruas do Centro da cidade, deixaram de acontecer em 1969, devido ao fluxo de veículos e ao predomínio de lojas. Em 1988, foram reintroduzidas no local atual, onde há uma grande maioria de residências. | 14 de dezembro de 2013 | Procissão de Corpus Christi da Paróquia São Sebastião                                                              |
| Festa do Rosário                                      | década de 1940 | Comemoração em honra a Nossa Senhora do Rosário realizada nos povoados da Serra dos Cocais, zona rural do município. Normalmente acontece durante um final de semana e envolve grupos folclóricos, barraquinhas com comidas típicas e celebrações religiosas com procissões. | 10 de agosto de 2017   | |
| Grupo Escoteiro Tapajós                               | 1961           | Sua sede está situada no bairro dos Professores, oferecendo às crianças e jovens diversas atividades ligadas ao ramo do Escotismo. | 6 de dezembro de 2013  | Sede do 27º Grupo Escoteiro Tapajós                                                                                |
| Marujos dos Cocais                                    | década de 1940 | Grupo de marujada sediado no povoado de Santa Vitória dos Cocais, na Serra dos Cocais. Foi criado na década de 1940, baseado em grupos existentes nos municípios de Ferros e Joanésia. Atua em eventos e festividades religiosas e cívicas. | 7 de agosto de 2014    | Marujos dos Cocais nas ruas do Centro da cidade durante a passagem da tocha olímpica em Coronel Fabriciano em 2016 |
| Noite da Prosa de Santa Vitória dos Cocais            | 2006           | Evento que reúne manifestações culturais diversas da Serra dos Cocais no povoado de Santa Vitória dos Cocais, a exemplo de grupos de quadrilha, batuque e marujada. Foi idealizado pela associação de moradores local, em parceria com a Paróquia São Francisco Xavier e grupos culturais. | 10 de agosto de 2017   | |
| Rota dos Sabores                                      | 2006           | Concurso gastronômico que leva a população a eleger os melhores bares e restaurantes da cidade. Seu encerramento é marcado por espetáculos musicais e uma praça de alimentação com pratos da culinária local. | 7 de agosto de 2014    | Praça da Estação preparada para o Festival Rota dos Sabores                                                        |